# 皮德蓋涅 (諾索夫卡區)
50°54′4″N 31°31′57″E / 50.90111°N 31.53250°E
皮德蓋涅（烏克蘭語：Підгайне），是烏克蘭北部的村莊，隸屬切爾尼希夫州的尼任區。該村面積0.58平方公里，海拔高度128米，2001年人口101，人口密度每平方公里174.1人。